# Smiřice
Smiřice (tyska: Smierschitz) är en stad i Tjeckien. Den ligger i distriktet Hradec Králové och regionen Hradec Králové, i den centrala delen av landet, 110 km öster om huvudstaden Prag. Smiřice ligger 243 meter över havet och antalet invånare är 2 859 (2016).
Terrängen runt Smiřice är platt. Runt Smiřice är det ganska tätbefolkat, med 120 invånare per kvadratkilometer. Närmaste större samhälle är Hradec Králové, 10,3 km söder om Smiřice. Trakten runt Smiřice består till största delen av jordbruksmark.